# روث پورت
روث پورت (متولد ۱۹۵۷)یک مدیر اجرایی تجاری آمریکایی است که مدیر ارشد مالی (CFO)شرکت الفابت و شرکت تابعه آن گوگل می‌باشد.
پورت از ژانویه ۲۰۱۰ تا مه ۲۰۱۵ مدیر ارشد مالی و معاون اجرایی مورگان استنلی بود.
در سال ۲۰۱۸، پورت به عنوان بیست و یکمین زن قدرتمند جهان توسط فوربز، و نهمین زن در فهرست زنان قدرتمند مجله فرچون قرار گرفت.